# Sergueï Chavlo
Sergueï Dmitrievitch Chavlo (en russe : Серге́й Дмитриевич Шавло), né le 4 septembre 1956 à Nikopol en République socialiste soviétique d'Ukraine, est un joueur de football international soviétique.

## Biographie

### Carrière de joueur

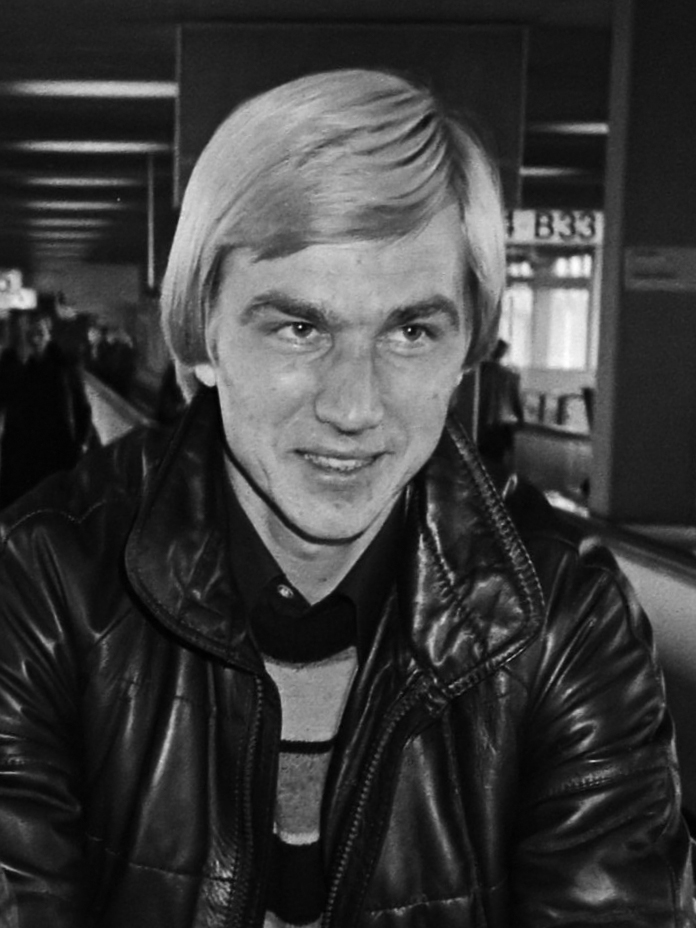
SergueÏ Shavlo en 1982, avant d'affronter le HFC Haarlem en coupe de l'UEFA.

#### En club
Au cours de sa carrière en club, il remporte un championnat d'URSS, une Coupe d'URSS et un championnat d'Autriche.
Il joue 13 matchs en Ligue des champions et marque un but le 22 octobre 1980 face au club danois d'Esbjerg fB.

#### En équipe nationale
Il reçoit 19 sélections en équipe d'Union soviétique entre 1979 et 1985.
Il joue son premier match en équipe nationale le 5 septembre 1979 en amical contre l'Allemagne de l'Est, et son dernier le 27 mars 1985 contre l'Autriche, toujours en amical.
Il participe aux Jeux olympiques d'été de 1980 organisés en Union soviétique. Lors du tournoi olympique, il joue cinq matchs et remporte la médaille de bronze.
Il dispute également deux matchs face à l'Islande comptant pour les tours préliminaires de la coupe du monde 1982.

### Carrière d'entraîneur
Après sa carrière de joueur, il devient entraîneur adjoint du Rapid Vienne, puis du Torpedo Moscou et enfin du Spartak Moscou.

## Statistiques
| Saison                | Club                  | Championnat           | Championnat | Championnat | Coupe(s) nationale(s) | Coupe(s) nationale(s) | Compétition(s) continentale(s) | Compétition(s) continentale(s) | Compétition(s) continentale(s) | Total | Total |
| Saison                | Club                  | Division              | M.          | B.          | M.                    | B.                    | Comp.                          | M.                             | B.                             | M.    | B.    |
| 1975                  | Daugava Riga          | D3                    | 36          | 9           | -                     | -                     | -                              | -                              | -                              | 36    | 9     |
| 1976                  | Daugava Riga          | D2                    | 28          | 1           | 1                     | 0                     | -                              | -                              | -                              | 29    | 1     |
| Sous-total            | Sous-total            | Sous-total            | 64          | 10          | 1                     | 0                     | -                              | -                              | -                              | 65    | 10    |
| 1977                  | Spartak Moscou        | D2                    | 33          | 3           | 2                     | 0                     | -                              | -                              | -                              | 35    | 3     |
| 1978                  | Spartak Moscou        | D1                    | 30          | 6           | 4                     | 0                     | -                              | -                              | -                              | 34    | 6     |
| 1979                  | Spartak Moscou        | D1                    | 34          | 4           | 6                     | 1                     | -                              | -                              | -                              | 40    | 5     |
| 1980                  | Spartak Moscou        | D1                    | 34          | 5           | 8                     | 1                     | C1                             | 4                              | 1                              | 46    | 7     |
| 1981                  | Spartak Moscou        | D1                    | 34          | 8           | 4                     | 0                     | C1+C3                          | 2+4                            | 0+1                            | 44    | 9     |
| 1982                  | Spartak Moscou        | D1                    | 34          | 11          | 3                     | 1                     | C3                             | 6                              | 2                              | 43    | 14    |
| Sous-total            | Sous-total            | Sous-total            | 199         | 37          | 27                    | 3                     | -                              | 16                             | 4                              | 242   | 44    |
| 1983                  | Iskra Smolensk        | D2                    | 41          | 9           | 2                     | 0                     | -                              | -                              | -                              | 43    | 9     |
| Sous-total            | Sous-total            | Sous-total            | 41          | 9           | 2                     | 0                     | -                              | -                              | -                              | 43    | 9     |
| 1984                  | Spartak Moscou        | D1                    | 32          | 5           | 2                     | 0                     | C3+C3                          | 1+6                            | 0+1                            | 41    | 6     |
| 1985                  | Spartak Moscou        | D1                    | 25          | 6           | 2                     | 0                     | C3                             | 5                              | 1                              | 32    | 7     |
| 1986                  | Torpedo Moscou        | D1                    | 28          | 1           | 6                     | 2                     | C2                             | 4                              | 0                              | 38    | 3     |
| 1987                  | Torpedo Moscou        | D1                    | 17          | 0           | 3                     | 0                     | C2                             | 2                              | 0                              | 22    | 0     |
| 1987-1988             | Rapid Vienne          | D1                    | 6           | 1           | 2                     | 0                     | C1                             | 3                              | 0                              | 11    | 1     |
| 1988-1989             | Rapid Vienne          | D1                    | 16          | 1           | 2                     | 0                     | C1                             | 1                              | 0                              | 19    | 1     |
| 1989-1990             | Favoritner AC         | D2                    | 15          | 3           | 1                     | 1                     | -                              | -                              | -                              | 16    | 4     |
| Sous-total            | Sous-total            | Sous-total            | 139         | 17          | 18                    | 3                     | -                              | 22                             | 2                              | 179   | 22    |
| Total sur la carrière | Total sur la carrière | Total sur la carrière | 443         | 73          | 48                    | 6                     | -                              | 38                             | 6                              | 529   | 85    |

## Palmarès
Spartak Moscou
- Champion d'Union soviétique en 1979.
- Vice-champion d'Union soviétique en 1980, 1981, 1984 et 1985.
- Finaliste de la Coupe d'Union soviétique en 1981.
- Champion d'Union soviétique de deuxième division en 1977.

 Torpedo Moscou
- Vainqueur de la Coupe d'Union soviétique en 1986.

 Rapid Vienne
- Champion d'Autriche en 1988.

 Union soviétique
- Médaillé de bronze aux Jeux olympiques d'été de 1980.